# Maraka (Niger)
Maraka ist ein Dorf in der Landgemeinde Gabi in Niger.

## Geographie
Das Dorf liegt am rechten Ufer des Trockentals Goulbi de Gabi. Es befindet sich rund 18 Kilometer südlich des Hauptorts Gabi der gleichnamigen Landgemeinde, die zum Departement Madarounfa in der Region Maradi gehört. Zu den Siedlungen in der näheren Umgebung von Maraka zählen Tchida Fawa im Nordwesten, Douhoun Bara im Südwesten und Rourouka Kada im Westen.
Rund sieben Kilometer südlich von Maraka verläuft die Staatsgrenze zu Nigeria. Die Dorfbevölkerung pflegt einen regen Austausch mit den Menschen im Nachbarland, zu denen oft auch verwandtschaftliche Beziehungen bestehen.
Maraka ist Teil der Übergangszone zwischen Sahel und Sudan. Die durchschnittliche jährliche Niederschlagsmenge beträgt hier zwischen 500 und 600 mm.

## Geschichte
Im Jahr 2011 erkrankten 73 Einwohner von Maraka an Cholera. Während der Cholera-Epidemie von 2018, bei der bis Anfang September in der Region Maradi 2283 Infektionen und 42 Todesfälle erfasst wurden, richtete Ärzte ohne Grenzen Cholera-Behandlungszentren in Maraka sowie in Dan-Issa, Guidan Basso, Madarounfa, N’Yelwa, Safo, Sarkin Yamma, Tchida Fawa und Tibiri ein. Dort wurden insgesamt über 1600 Patienten behandelt.

## Bevölkerung
Bei der Volkszählung 2012 hatte Maraka 1974 Einwohner, die in 279 Haushalten lebten. Bei der Volkszählung 2001 betrug die Einwohnerzahl 1561 in 234 Haushalten und bei der Volkszählung 1988 belief sich die Einwohnerzahl auf 1016 in 164 Haushalten.
Die Zone entlang des Trockentals gehört zu den am dichtesten besiedelten und zugleich zu den ärmsten Nigers, mit erhöhter Unterernährung.

## Wirtschaft und Infrastruktur
In der Gegend von Maraka werden Hirse und Sorghum angebaut. Mit einem Centre de Santé Intégré (CSI) ist ein Gesundheitszentrum im Ort vorhanden, das 2016 für die medizinische Versorgung von rund 29.000 Menschen in 38 Dörfern und Weilern zuständig war. Es gibt eine Schule in Maraka. Die klimatologische Messstation im Ort liegt auf 350 m Höhe und wurde 1959 in Betrieb genommen. In Maraka endet die 29,7 Kilometer lange Landstraße RR4-002, die in Guidan Daouda beginnt. Die 17 Kilometer lange Route 425, eine einfache Piste, führt von Maraka nach Angoual Roumdji.